# 天主教圣凯瑟琳斯教区
天主教聖凱瑟琳斯教區 （拉丁語：Diocesi Sanctae Catharinae in Ontario）是加拿大一個羅馬天主教教區，屬多倫多總教區。1958年11月22日升為教區。
教區範圍包括安大略尼亞加拉半島。2010年有教友160,000人、四十六個堂區、九十三名司鐸。現任教區主教為傑拉德·保祿·伯傑。